# Ordre du Libérateur San Martín
L'ordre du Libérateur San Martín (en espagnol : Orden del Libertador San Martín) est une distinction honorifique de la république d'Argentine exclusivement réservée « aux fonctionnaires civils ou militaires étrangers qui, dans l'exercice de leurs fonctions, ont mérité de recevoir une haute marque d'honneur ainsi que la reconnaissance de la nation ».

## Histoire
Cet ordre doit son nom au général José de San Martín, appelé en Argentine le « Père de la Patrie » et le « Libérateur ». L'insigne de l'ordre fut dessiné par l'ingénieur et sculpteur argentin Ángel Eusebio Ibarra García.
Il fut institué par le décret no 5000 du 17 août 1943, dissout par la loi no 13.202 du 21 mai 1948 et réhabilité par le décret-loi no 16.628 du 17 décembre 1957. La réglementation en vigueur est approuvé par le décret no 16.643 du 18 décembre 1967.
Sur le revers des billets de cinq pesos argentins, on peut observer une partie de l'insigne de l'ordre.

## Fonctionnement
L'ordre est géré par un conseil national, présidé par le grand maître de l'ordre qui est le président argentin. Le ministre des affaires étrangères est le grand chancelier de l'ordre. Le grand maître décide de l’attribution des décorations. Le siège de l'ordre se trouve au Ministère des Affaires étrangères argentin.

## Classes
Depuis la réglementation de 1957, cette distinction ne peut plus qu'être conférée à des étrangers.
Les différentes classes sont les suivantes:
Collier

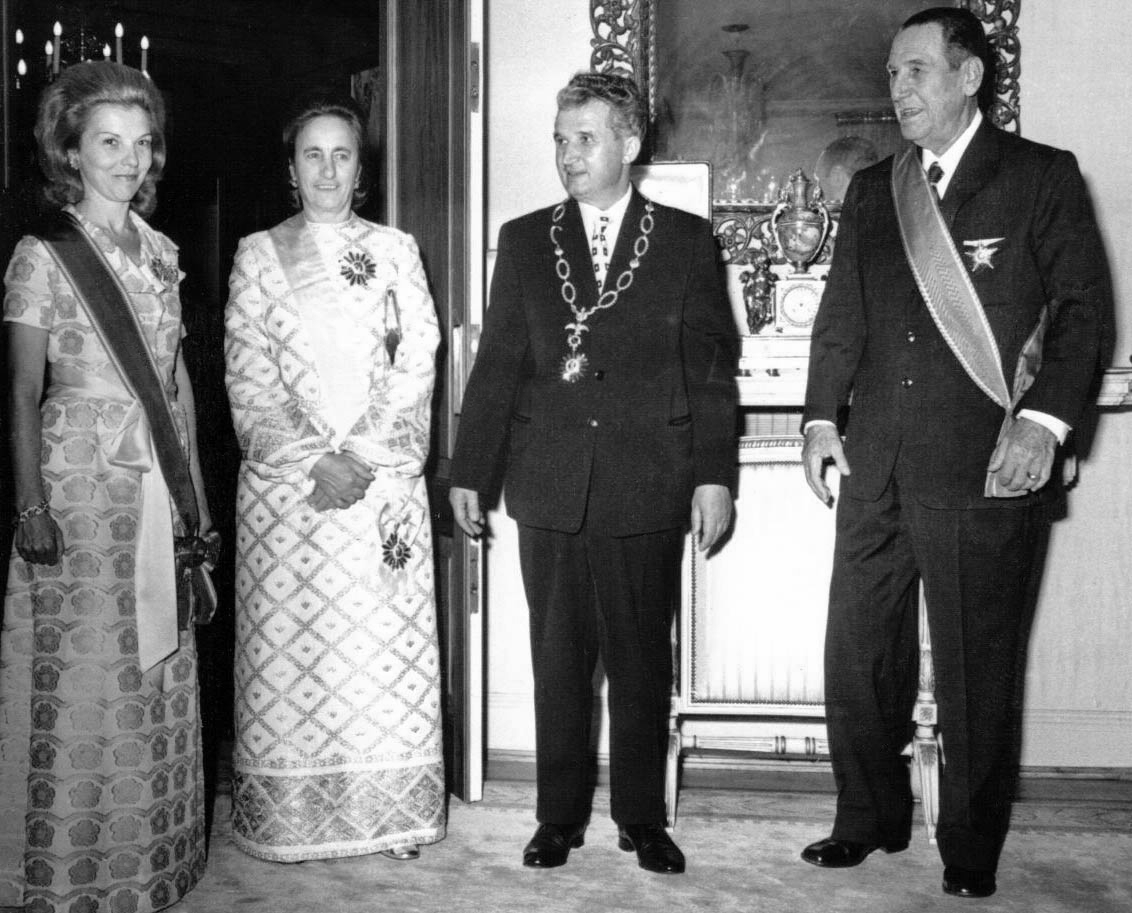
Juan Perón et sa femme María Perón décorent Nicolas Ceausescu du colier et Elena Ceauşescu de la Grand-Croix (1974)

Le bijou du collier est le même que celui de la cravate de commandeur. Il est exclusivement réservé au chef d’État Argentin. Images de la classe de collier.
 Grand-croix
Les insignes de grand-croix sont une écharpe aux couleurs de l'ordre au bout de laquelle se trouve l'insigne de l'ordre, elle se porte sur l'épaule droite, ainsi qu'une plaque se portant au côté gauche du torse. Ils sont généralement remis aux vice-présidents, aux ministres d'État, aux membres de la Cour suprême, aux ambassadeurs extraordinaires et plénipotentiaires, aux commandants en chef et charges similaires, aux lieutenants-généraux, aux amiraux, aux brigadiers-généraux, aux présidents de l'Assemblée Nationale et aux autres fonctionnaires de catégories équivalentes. Images de la classe de Grand Croix.
 Grand Officier
Les Grands Officiers portent une plaque au côté gauche de la poitrine. Les membres de l'Assemblée Nationale la reçoive ainsi que les envoyés extraordinaires et les ministres plénipotentiaires, les conseillers d'État, les généraux de division et de brigade, les vice-amiraux, les contre-amiraux, les brigadiers et d'autres fonctionnaires de catégories équivalentes. Images de la classe de Grand Officier.
  Commandeur
Les Commandeurs  portent une cravate faite d'un ruban bleu et blanc de laquelle pend l'insigne de l'ordre. Sont admis dans cette classe: les chargés d'affaires, les consuls généraux, les colonels et les lieutenant-colonels, les capitaines de frégate, les commodores, les vice-commodores ainsi que d'autres fonctionnaires de catégories équivalentes. Images de la classe de Commandeur.
 Officier
Les Officiers portent la médaille de l'ordre, le ruban est bleu et blanc avec une rosette aux mêmes couleurs, elle se porte du côté gauche de la poitrine. Cette classe est remise aux secrétaires d'État, aux consuls de première, de seconde et de troisième classe, aux capitaines de corvette, aux lieutenants de vaisseau, aux commandants et aux capitaines ainsi qu'à d'autres fonctionnaires de catégories équivalentes. Images de la classe d'Officier.
 Chevalier
Les chevaliers portent eux aussi la médaille de l'ordre sauf que le ruban ne comporte pas de rosette. Sont généralement admis:  les attachés d'ambassades, les vice-consuls et les employés des forces armées de rangs inférieurs à ceux cités au-dessus ainsi qu'à d'autres fonctionnaires de catégories équivalentes. Images de la classe de chevalier.
En plus de la décoration, les récipiendaires reçoivent un diplôme et une lettre du Grand Maître, un rappel des textes de loi encadrant le port de la décoration ainsi que le livre "San Martín Estadista" de Ricardo Rojas
Les personnes décorées de l'ordre peuvent être promues sur proposition d'un autre membre qui intègre le Conseil, cependant cette promotion doit être assortie de nouveaux mérites justifiant cet avancement.

## Sources
- (es) Cet article est partiellement ou en totalité issu de l’article de Wikipédia en espagnol intitulé « Orden del Libertador San Martín » (voir la liste des auteurs).

- (en) Cet article est partiellement ou en totalité issu de l’article de Wikipédia en anglais intitulé « Order of the Liberator General San Martín » (voir la liste des auteurs).